# Yosemite National Park
Yosemite National Park er en nationalpark beliggende i den østlige del af Tuolumne, Mariposa og Madera counties i den østligt-centrale del af Californien. Parken dækker et areal på 3.081 km² og strækker sig over de vestlige skråninger af Sierra Nevada-bjerkæden. Yosemite besøges årligt af over 3,5 millioner mennesker, hvoraf mange kun bruger tiden på de 18 km², som udgøres af dalen Yosemite Valley. I 1984 udpeges Yosemite til verdensarvområde, og stedet er internationalt anerkendt for spektakulære granitklipper, vandfald, rene vandløb, skove af Mammuttræ og biodiversitet. Næsten 95 % af parken er udpeget som vildmark. Selv om Yosemite ikke blev den først udpegede nationalpark i USA, har den været et omdrejningspunkt for udviklingen af ideen om sådanne parker, primært på grund af indsats fra folk som John Muir og Galen Clark.
Yosemite et af de største og mindst opdelte habitatområder i Sierra Nevada, og parken er hjemsted for et meget varieret plante- og dyreliv. Højdemæssigt ligger parken mellem 600 og 4.000 m) og omfatter fem forskellige vegetationstyper: maki/egeskov, nedre og øvre bjerzone samt en subalpin og en alpin zone. Af Californiens 7.000 plantearter findes omkring halvdelen i Sierra Nevada og mere end 20%  i Yosemite. Der er passende habitat for eller dokumenteret mere end 160 sjældne planter i parken, hvor der er sjældent forekommende geologiske formationer og specielle jordbundstyper, som er karakteristiske for de begrænsede nicher, som mange af disse planter lever i.
Yosemiteområdets geologi er kendetegnet af granitklipper og rester af ældre klipper. For omkring 10 millioner år siden løftedes Sierra Nevada op og vippede derefter, så de forholdsvis jævne vestlige og de mere dramatiske østlige bjergskråninger dannedes. Løftningen forøgede vandløbs og flodlejers stejlhed, så der dannedes snævre og dybe canyons. For omkring 1 million år siden akkumulerede sne og is sig til gletsjere i det alpine højland, og disse bevægede sig ned ad floddalene. Isens tykkelse i Yosemite Valley kan have været op til 1.200 m under den tidligste isperiode. Isens nedadgående bevægelse skabte den U-formede dal, som i dag tiltrækker så mange besøgende til den storslåede udsigt.
"Yosemite" [jo-SÆMME-ti] er navnet på en amerikansk indianerstamme og betyder "der er dræbere blandt dem" (Miwok-spoget, som hører under Penutian-sproget).
37°50′N 119°30′V / 37.833°N 119.500°V